# تطور الفصام
يشير تطور الفصام إلى الاستناد على نظرية الانتقاء الطبيعي من أجل تحديد السمات التي تميز هذا الاضطراب. الأعراض الإيجابية الموجودة هي ميزات غير موجودة عند الأفراد الأصحاء، ولكن تظهر نتيجة للمرض. وتشمل الهلوسة المرئية و/أو السمعية، والأوهام، وجنون الارتياب، واضطرابات الفكر الكبرى. تشير الأعراض السلبية إلى الصفات الموجودة عادة عند المريض، لكنها تظهر بشكل أقل أو تنعدم بسبب الآلية المرضية للفصام، وتشمل الانسحاب الاجتماعي، واللامبالاة، وانعدام التلذذ، وعسر النطق، والمثابرة السلوكية. تشمل الأعراض المعرفية للفصام الاضطرابات في الوظائف التنفيذية، وضعف الذاكرة العاملة، وعدم القدرة على الحفاظ على الانتباه.
عند دراسة العدد المرتفع من المرضى المُشخصين بالفصام (حوالي 1% من السكان الحديثين)، لوحظ أنه من غير المرجح أن ينشأ هذا الاضطراب فقط من طفرات عشوائية. بدلًا من ذلك، يعتقد أنه على الرغم من طبيعته التي تتسم بعسر التكيف، حُدد الفصام على مدى سنوات أنه مرض ثانوي انتقائي.

## الفرضيات

### فرضية الانتقاء الموازن والانتقاء الإيجابي
تشير هذه الفرضية إلى أن الانتقاء الموازن، وهو آلية تطورية، سمح باستمرار وجود بعض جينات انفصام الشخصية. تُعرف هذه الآلية على أنها الحفاظ على أليلات متعددة في جين معين ضمن حوض الجينات عند السكان على الرغم من وجود ضغوط انتقائية للتخلص منه. يمكن اعتبار ميزة الزيجوت متغايرة الألائل إحدى آليات الانتقاء الموازن، وهي إتاحة وجود كل من الأليل المهيمن والمتنحي لجين معين من أجل الحصول على مزيد من اللياقة عند الفرد مقارنة بوجود نوع واحد من الأليل. يمكن رؤية هذه الآلية في نواقل جينات الفصام التي تعبر عن كل من الأليل المهيمن والمتنحي. قد تعبر هذه النواقل عن بعض السمات المفيدة التي تسمح باختيار جين الفصام. اقترحت الأدلة أن يكون لحامل جين الفصام ميزة انتقائية بسبب تعبيره عن السمات المفيدة بالمقارنة مع الأشخاص الذين لا يحملون جين الفصام. أظهرت الدراسات أن بعض حاملي جين الفصام قد يُظهرون بعض الفوائد التكيفية مثل انخفاض وتيرة الالتهابات الفيروسية. تشمل السمات المفيدة الإضافية معدل ذكاء أعلى، وزيادة الإبداع، والتفكير الرياضي. نظرًا لوجود هذه السمات المفيدة، لم يستبعد الانتقاء الطبيعي جين الفصام وبقي موجودًا خلال الأجيال الماضية. في حين أن فكرة فرضية الانتقاء الموازن تبدو معقولة، لا يوجد دليل كبير لدعم هذه الفرضية، فقد اختبر العلماء عدد قليل من الحملة ضمن الدراسات التي عثرت على ارتباط إيجابي بين خصائص مناسبة محددة وجين الفصام، مما يعني أنه لا توجد أدلة كافية تؤكد وجود ارتباط مباشر بين هذه الصفات المفيدة وحملة مرض انفصام الشخصية. على الرغم من أن هذه الفرضية غير مُثبتة بعد، لكن تشكل السمات المفيدة لهذه النواقل تفسيرًا معقولًا لاستمرار وجود جينات الفصام.
الانتقاء الإيجابي هو آلية أخرى سمحت بانتقاء الجينات المساهمة في وجود مرض انفصام الشخصية. الانتقاء الإيجابي هو آلية الانتقاء الطبيعي الذي تبقى فيه سمات المنفعة وتصبح سائدة مع مرور الوقت عند السكان. أجريت دراسة استخدمت الاحتمالية القصوى المستندة إلى علم السلالات (PALM)، وهي طريقة استخدمت من أجل اختبار الانتقاء الإيجابي، ووجدت أدلة مهمة على الانتقاء الإيجابي في الجينات المرتبطة بالفصام. أحد الأمثلة على السمات المفيدة التي حافظ عليها الانتقاء الإيجابي هي الإبداع. تشمل ثلاثة متغيرات أليلية من جينات الإبداع المرتبطة أيضًا بفصام الشخصية كل من SLC6A4 وTPH1 وDRD2. يؤكد ارتفاع الخصائص الإبداعية والمعرفية عند الأفراد الذين يعبرون عن مرض انفصام الشخصية أدلة الانتقاء الإيجابي لبعض جينات الفصام. وجدت دراسات إضافية في استخدام تحليل تعدد أشكال النوكليوتيدات المفردة لجين SLC39A8، وهو جين مرتبط بفصام الشخصية، أن أليل-تي الموجود على هذا الجين يرتبط بانخفاض ضغط الدم وانخفاض خطر ارتفاع ضغط الدم. توفر هذه السمات المفيدة المرتبطة بجينات الفصام سببًا لبقاء هذه الجينات خلال تطور البشر. في الوقت الذي تستمر فيه الأدلة على الانتقاء الموزون، تدعي أدلة إضافية أن تأثير الانتقاء الإيجابي قد لا يلعب دورًا مهمًا في وجود مرض انفصام الشخصية. فشلت الدراسات التي أجريت من خلال استخدام مؤشر التثبيت في إيجاد إشارات مقنعة للانتقاء الإيجابي لنوكليوتيد CGC على جين ST8SIA2، وهو جين آخر مرتبط بفصام الشخصية.